# Per Bosson
Per Nilsson Bosson (i riksdagen kallad Bosson i Vinslöv), född 20 april 1853 i Vinslöv, död 2 december 1937 i Vinslöv, var en svensk lantbrukare och politiker (liberal).
Per Bosson, som kom från en bondefamilj, var lantbrukare i Vanneberga i Vinslöv, där han också hade kyrkliga uppdrag. Han var också framträdande i den lokala nykterhetsrörelsen och folkbildningsrörelsen.
Bosson var riksdagsledamot i andra kammaren från 1906 till urtima riksmötet 1914, år 1906–1911 för Västra Göinge domsagas valkrets och från 1912 för Kristianstads läns nordvästra valkrets. Som kandidat för frisinnade landsföreningen tillhörde han dess riksdagsparti liberala samlingspartiet. I riksdagen var han bland annat suppleant i jordbruksutskottet 1910–1914. Han engagerade sig bland annat för sänkta tullar.